# Calycomyza exquisita
Calycomyza exquisita är en tvåvingeart som beskrevs av Spencer 1963. Calycomyza exquisita ingår i släktet Calycomyza och familjen minerarflugor. Inga underarter finns listade i Catalogue of Life.